# 北海道道121号稚内幌延線
北海道道121号稚内幌延線（ほっかいどうどう121ごう わっかないほろのべせん）は、北海道稚内市と天塩郡幌延町を結ぶ道道（主要地方道）である。

## 概要
豊富町内では大規模草地牧場を通過し、北海道ならではの雄大な風景が広がる。
終点は天塩大橋（国道40号）の近くにあり、その手前に北緯45度通過点が設置されている。

### 路線データ
- 起点：北海道稚内市声問4丁目（国道238号交点）
- 終点：北海道天塩郡幌延町新興（国道40号交点）
- 総延長：57.1 km[要出典]

## 歴史
- 1982年（昭和57年）9月30日 - 1018号として路線認定[1]。同日、重複する257号幌延線・648号エベコロベツ沼川停車場線・709号エベコロベツ樺岡稚内線を廃止[2]。
- 1993年（平成5年）5月11日 - 建設省から、道道稚内幌延線が稚内幌延線として主要地方道に指定される[3]。
- 1994年（平成6年）10月1日 - 路線番号を121号に変更[4]。

## 路線状況

### 重複区間
- 北海道道1119号稚内豊富線：稚内市沼川
- 北海道道138号豊富猿払線：稚内市沼川
- 北海道道84号豊富浜頓別線：天塩郡豊富町本流 - 幌延町北進
- 北海道道256号豊富遠別線：幌延町北進 - 幌延町宮園町
- 北海道道645号上問寒幌延停車場線：幌延町3条南1丁目 - 幌延町元町
- 北海道道256号豊富遠別線：幌延町元町

## 地理

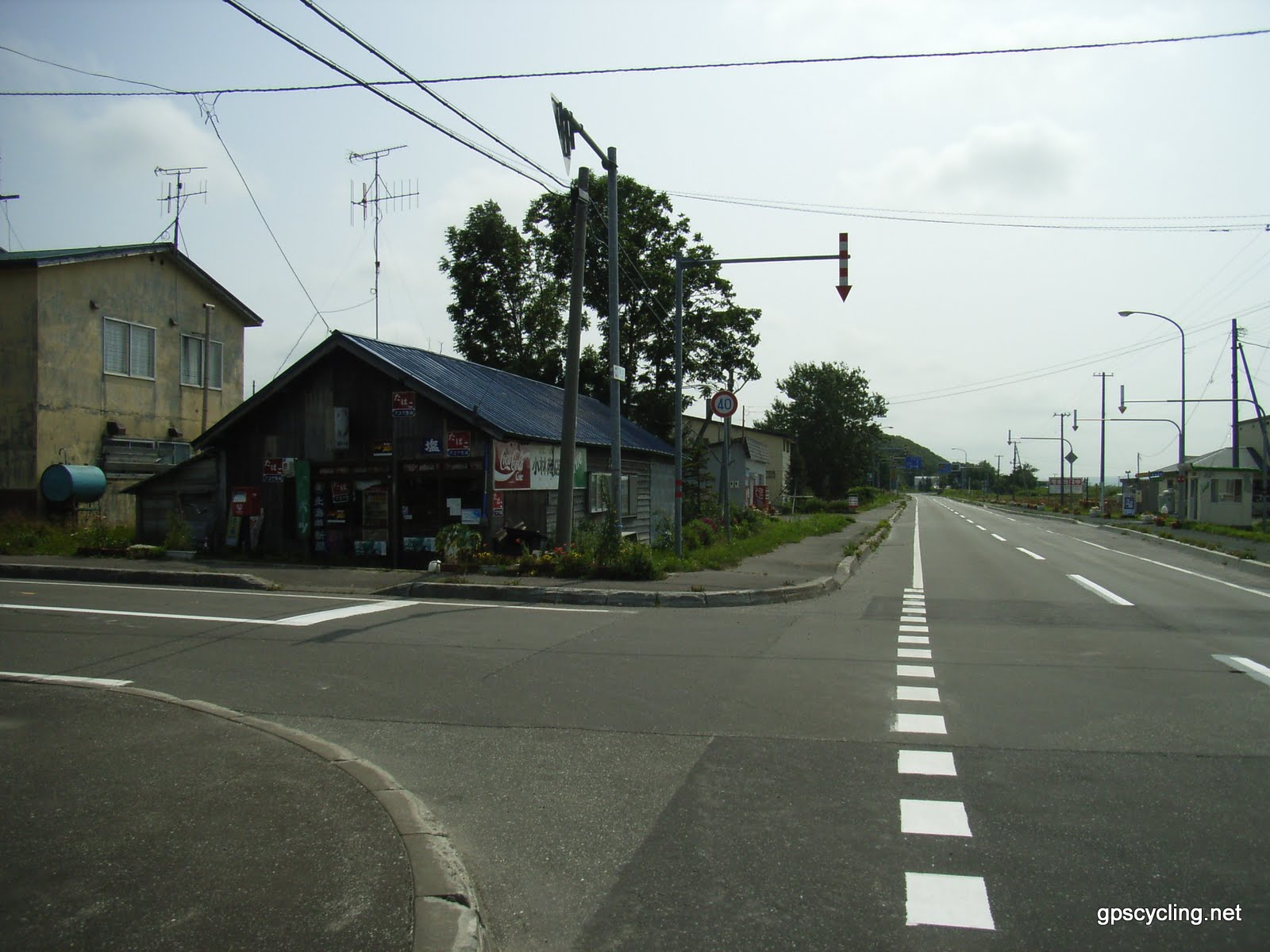
稚内市声問村恵北。旧恵北駅前。矢羽根付きポールがある道路が道道121号。

### 通過する自治体
- 宗谷総合振興局
  - 稚内市
  - 天塩郡
    - 豊富町
    - 幌延町

### 交差する道路
稚内市
- 国道238号 - 声問4丁目（起点）
- 北海道道1059号稚内空港線 - 恵北
- 北海道道1119号稚内豊富線 - 恵北
- 北海道道138号豊富猿払線 - 沼川（重複）

豊富町
- 北海道道84号豊富浜頓別線 - 本流

幌延町
- 北海道道84号豊富浜頓別線 - 北進
- 北海道道256号豊富遠別線 - 北進、宮園町（重複）
- 北海道道256号豊富遠別線 - 元町
- 北海道道256号豊富遠別線 - 元町
- 北海道道645号上問寒幌延停車場線 - 三条南
- 国道40号 - 新興（終点）

#### 沿線にある施設など
稚内市
- 稚内ドライビングスクール
- 稚内空港
- 稚内市立増幌小中学校
- 沼川郵便局
- 稚内市立天北小中学校

幌延町
- トナカイ観光牧場
- 幌延町東ヶ丘スキー場
- 北留萌消防組合消防署幌延支署
- 幌延町立幌延小学校
- 稚内信用金庫幌延支店